# Running to Stand Still
Pistes de The Joshua Tree
Bullet the Blue Sky
(4) Red Hill Mining Town
(6)
Running to Stand Still est une chanson du groupe de rock irlandais U2, enregistrée en 1986 et figurant sur l'album The Joshua Tree, paru en mars 1987. C'est une ballade basée sur le piano et la guitare. Le journaliste Stan Cuesta dit que c'est « une grande chanson, inspirée du Walk on the Wild Side de Lou Reed. » Running to Stand Still évoque les victimes de l'héroïne à Dublin dans les années 1980. Triste constat contant l'histoire d'un couple de junkies habitant dans les sept tours de Ballymun à Dublin où Bono a passé une partie de son enfance. Le morceau parle aussi des habitants de cette ville frappés par le chômage.

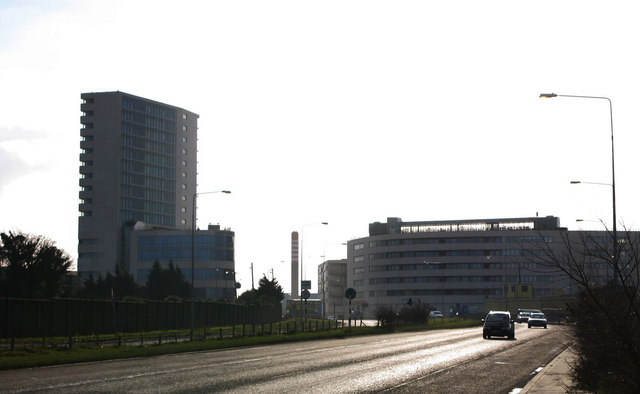
Vue de Ballymun dans la banlieue de Dublin

## Analyse de la chanson
Bono a affirmé que Running to Stand Still était la « preuve directe » de la dette de U2 envers le musicien extrêmement influent Lou Reed. Sur le plan lyrique, c’est l’une des nombreuses chansons de U2 qui aborde le sujet de la dépendance. S’ouvrant sur une guitare slide aux accents Delta, la chanson se transforme en une fragile bénédiction dont la mélodie ressemble à celle du classique Heroin du Velvet Underground.

## Réception critique
Running to Stand Still a été salué par la critique lors de la sortie de The Joshua Tree. Rolling Stone a écrit : "Après les premières écoutes, on remarque que la musique est remarquable... On dirait une rêverie charmante et paisible - sauf qu'il s'agit de la rêverie d'un junkie, et quand on s'en rend compte, la douce berceuse acoustique acquiert un pouvoir corrosif". Dans l'article de couverture du magazine Time sur le groupe en 1987, Jay Cocks a écrit : "Un morceau de U2 comme Running to Stand Still, avec une mélodie qui glisse sur le tableau arrière de la conscience, s'insinue dans vos rêves". Le magazine Uncut Ultimate Music Guide to U2 a décrit l'esquisse de personnage de la chanson comme l'une des meilleures de Bono. Enfin, le Trouser Press Record Guide de 1991 a déclaré que la chanson « a de l'ambiance mais pas de présence ».